# Asparagus curillus
Asparagus curillus — вид рослин із родини холодкових (Asparagaceae).

## Середовище проживання
Ареал: Непал, Індія. Поширений у тропічному й помірному кліматі, на висотах 1000–2250 метрів над рівнем моря, у центральних Гімалаях.

## Використання
Вид відомий як шатавар у традиційній аюрведичній медицині, де його використовують як заспокійливий засіб, травйяний тонізувальний засіб, для переривання вагітності, а також для лікування гонореї та діабету.